# Juventudes Socialistas de España
Las Juventudes Socialistas de España (JSE) son una organización política juvenil afín al Partido Socialista Obrero Español. Tienen independencia o autonomía orgánica y política respecto al PSOE. Tomás Meabe fundó la organización en Erandio (Vizcaya) en 1903. Durante sus primeras décadas de existencia se llamó Federación de Juventudes Socialistas de España (FJS).

## Historia

### Orígenes
La situación laboral de los jóvenes españoles, sobre todo en las empresas mineras y siderúrgicas del norte de España, así como la voluntad de combatir el nacionalismo vasco, llevó a Tomás Meabe a fundar la primera agrupación de jóvenes socialistas en Bilbao en 1903, imitando al modelo austríaco y de acuerdo con las tesis propugnadas por Rosa Luxemburgo. En 1905, se celebraba en Madrid el II Congreso ordinario del Partido Socialista, en el que se reconoce la organización de Meabe como rama juvenil del PSOE.
Del 14 al 17 de abril de 1906 celebran su primer congreso como Federación de Juventudes Socialistas de España (FJS). Esta primera toma de contacto no viene acompañada de un programa político claro, limitándose a formular una opción antimilitarista. También se caracterizaban por su lucha contra el alcoholismo juvenil, muy extendido entre la clase obrera en aquella época. Tenían en febrero de 1907 Renovación su órgano de prensa. La organización es reconocida como tal por el PSOE en 1908.
En 1910 realiza sus primeras movilizaciones masivas contra la guerra de Marruecos y, posteriormente, contra la Primera Guerra Mundial.
Muy activa durante la huelga general durante la conocida como crisis española de 1917.  Obtendría en las filas del PSOE su primer diputado en 1918.

### La ruptura
Tras la creación de la III Internacional en 1919, que provoca disensiones en todo el movimiento obrero mundial respecto a la revolución rusa, el PSOE celebra un Congreso Extraordinario en el que decide, ante la falta de consenso, aplazar la cuestión de la integración del Partido en el Komintern a un Congreso posterior. Disconforme con este aplazamiento, la Federación de Juventudes Socialistas decide abandonar el Partido y unirse a dicha Internacional en el V Congreso celebrado en Madrid del 14 al 17 de diciembre de 1919.
En el Congreso Extraordinario socialista de 1921 el PSOE desecha definitivamente la posibilidad de integrarse en el Komintern por un estrecho margen. La fracción tercerista (partidaria del ingreso), en la que se encuentran la Federación de Juventudes Socialistas, se escinde del Partido para fundar el Partido Comunista Obrero Español, donde las Juventudes se refundan bajo el nombre de Federación de Juventudes Comunistas.
Tras esta nueva escisión juvenil, el PSOE crea un Comité Provisional de jóvenes para paliar la pérdida de su organización y en 1925 se elaboran las bases de la reestructuración de las FJS. Entre 1929 y 1932 se termina de perfilar de nuevo la organización con dos congresos.
Según la historiadora Sandra Souto Kustrín, hasta los años 1930 la FJS «vegetó», «entre otras razones por el papel fundamentalmente educativo y subordinado que se dio a las organizaciones juveniles socialistas desde sus orígenes, no sólo en España, sino en toda Europa, y al rechazo de su participación en la política por parte de las organizaciones de adultos». Por otro lado, la colaboración del PSOE con la Dictadura de Primo de Rivera «creó importantes tensiones en la organización juvenil».

### El resurgimiento y la unificación durante la Segunda República y la Guerra Civil
La FJS experimentó un avance espectacular a partir de la proclamación de la Segunda República Española el 14 de abril de 1931. En diciembre de 1929 decía contar con solo 2697 afiliados pero en febrero de 1932, cuando celebró su IV Congreso, ya había alcanzado los 12 000 militantes y pasó de los de 20 000 en abril de 1934, cuando celebró su V Congreso. «Se convirtió así en una de las organizaciones políticas que contaba con más afiliados, y la más importante numéricamente entre las organizaciones juveniles obreras».
A partir de 1933, y especialmente tras el triunfo del centro derecha en las elecciones de noviembre de ese año, comenzó el proceso de radicalización de los socialistas españoles en la que la FJS se convirtió en su «punta de lanza», lo que favoreció el acercamiento a las juventudes comunistas de la UJCE, aunque al principio no hubo se produjo ningún resultado concreto debido a su desacuerdo en cómo formar el «frente único juvenil» (desde arriba como defendía la FJS, o desde abajo, según la UJCE) y a las importantes diferencias políticas y estratégicas que todavía las separaban y que se pusieron en evidencia en la reunión que mantuvieron a finales de julio de 1934. Lo único positivo que salió de esta reunión fue el cese de los ataques mutuos y que colaborarían en acciones concretas (así lo recomendó el periódico de la FJS Renovación el 28 de julio: que «en los casos de acción directa contra el fascismo se inteligencien localmente con las demás juventudes obreras»; por su parte la UJCE pidió a sus militantes que apoyasen la venta de Renovación) aunque la rivalidad no desapareció en absoluto.
Lo que fue acercando a la FJS y a la UJCE a partir del verano de 1934 fueron las acciones colectivas en las que participaron conjuntamente para hacer frente a la «amenaza fascista» pero sobre todo fue el asesinato de dos miembros de sus organizaciones en enfrentamientos con falangistas: Juanita Rico, miembro de la FJS, el 10 de junio de 1934; y Joaquín de Grado, dirigente de la UJCE, el 29 de agosto. El asesinato del Joaquín de Grado se produjo un día después de que el gobierno radical-cedista de Ricardo Samper hubiera aprobado un decreto en que se prohibía la militancia política a los menores de 16 años y a los de menos 23 sin el consentimiento de sus padres. Dos meses antes, tras el asesinato de Juanito Rico, había aprobado otro decreto que prohibía «los grupos en formación con insignias, banderas, emblemas» en Madrid y sus alrededores.
El entierro de Grado el 31 de agosto constituyó un punto de inflexión en el acercamiento entre la FJS y la UJCE. Ambas organizaciones, junto con las Juventudes Libertarias, hicieron un llamamiento conjunto para que se asistiese a su entierro como «homenaje a todos los militantes obreros asesinados». Durante el acto desfilaron conjuntamente las juventudes socialistas y comunistas uniformadas y encabezaron el cortejo dirigentes de ambas organizaciones (los discursos los pronunciaron miembros de la UJCE pero también intervino un militante de las juventudes socialistas de Madrid). Después de esa fecha fueron aumentando los actos convocados conjuntamente por las dos organizaciones. El 14 de septiembre celebraron uno en protesta por el decreto del gobierno que limitaba la militancia juvenil, en el que también intervinieron dirigentes del PSOE y del PCE.
En la Revolución de Octubre de 1934 las dos organizaciones juveniles tuvieron una participación muy importante (se llegaría a decir que la juventud había sido «la vanguardia del proletariado en Octubre»). Tras su fracaso representantes de la FJS y de la UJCE se reunieron en Madrid el 1 de noviembre. La FJS informó de un manifiesto que había elaborado en el que se hacía un llamamiento a reconstituir la unidad del movimiento juvenil internacional sobre nuevas bases y a que todas las organizaciones juveniles obreras políticas (es decir las del PCE, de la ICE y del BOC) ingresaran en la FJS para lograr así una única organización juvenil. Lo justificaba diciendo que la FJS se hallaba «en mejores condiciones que cualquier otra fuerza para realizar la unidad en nuestro seno» y que en ella «no queda ni una fracción reformista». Pero se llegó a ningún acuerdo, excepto el de potenciar las Alianzas Obreras que se habían formado en Octubre.
La política de FJS se iría acercando a las posiciones comunistas como consecuencia de la represión y el encarcelamiento que sufrieron sus dirigentes. En 1935 la Internacional Juvenil Comunista apoya la idea de la unificación de las organizaciones obreras juveniles en todo el mundo (socialistas y comunistas). En mayo de 1936 se firma el pacto de unificación entre la Federación de Juventudes Socialistas y la Unión de Juventudes Comunistas. Con la llegada de la victoria del Frente Popular, se crean las Juventudes Socialistas Unificadas (JSU) que ven imposibilitada la celebración del Congreso constituyente por el inicio de la guerra civil española. Así las cosas, y hasta el final de la guerra, las JSU seguirán las indicaciones del PCE.
El 10 de marzo de 1939, viendo el final de la guerra, se constituye en Madrid el embrión de la recuperación de las JSE, rompiendo los jóvenes socialistas el pacto con las JSU. Hasta el 22 de abril de 1945, las JSE no pudieron celebrar su primer congreso en el exterior.

### La dictadura franquista
Durante la dictadura y en el interior, los jóvenes se organizaban en torno a UGT y el PSOE, creando una clandestina organización juvenil que apenas si podía mantener a sus miembros lejos de las detenciones. Se reeditó el periódico Renovación de manera clandestina, así como periódicos manuscritos en las cárceles.
En el exilio en 1946 las JSE proponen la creación de una Alianza Democrática de la Juventud Española, uniéndose a las tesis de la conformación de una gran alianza de todos los demócratas contra la dictadura. Primero los exiliados, y después sus hijos, serán los dirigentes en el exilio. En 1967 se constata en el Congreso celebrado en Francia que, junto a los ya mencionados, las JSE se nutren de una parte importante de jóvenes emigrantes.
En 1970 las JSE se extienden con rapidez por toda España: Asturias, Andalucía, País Vasco, Cataluña y Madrid fundamentalmente. Fracasa en 1972 el intento de celebración de un Congreso en España. Finalmente se vuelve a celebrar en París en 1973. Las JSE se extienden por universidades españolas y centros de trabajo.

### Las Juventudes Socialistas en la actualidad
Tras la legalización en marzo de 1977, celebran el XIII Congreso en Madrid y se elige a Juan Antonio Barragán como Secretario general, el primer dirigente no exiliado. A partir de esta fecha, las JSE siguen el mismo camino que el PSOE, renunciando al marxismo como doctrina única socialista. En 1984, Javier de Paz es elegido secretario general de las JSE.
En 2017 Omar Anguita Pérez sucedió a Nino Torre, diputado del FSA-PSOE en el Junta General del Principado de Asturias. Omar Anguita fue elegido el 28 de junio de 2017 tras ser el único candidato en presentar avales, siendo el primer candidato de Juventudes Socialistas en ser elegido por el proceso de Elección primaria. 
En 2021, el valenciano Víctor Camino fue elegido nuevo Secretario General tras derrotar al madrileño Javier Guardiola con el 69% de los votos. 
Las Juventudes Socialistas de España son miembros del Consejo de la Juventud de España, ostentando la coordinación interna.

### Denominación de las federaciones
Las federaciones tienen todas el nombre "Juventudes Socialistas de", seguido del nombre de la comunidad autónoma. En las seis comunidades autónomas bilingües hay una denominación en la lengua cooficial. Se suele utilizar únicamente el idioma cooficial para denominar a la organización en catalán-valenciano (Cataluña, Baleares y Comunidad Valenciana) y gallego (Galicia), mientras que se usan ambas denominaciones en euskera (País Vasco y Navarra). No obstante, la traducción del idioma no es exacta y varía en función de la comunidad. Además, en el País Vasco la organización ha añadido el nombre de Ramón Rubial:
- Idioma catalán: en Cataluña: Joventut Socialista de Catalunya; en Baleares: Joventuts Socialistes de les Illes Balears;
- Idioma Valenciano : Joves Socialistes del País Valencià
- Idioma vasco: en el País Vasco: Euskadiko Ezkerraren Gazteak-Ramón Rubial; en Navarra: Nafarroako Gazte Sozialistak
- Idioma gallego: Xuventudes Socialistas de Galicia
- Idioma asturiano: Mocedáes Socialistes d'Asturies

## Estructura
De acuerdo a los estatutos actuales de JSE, esta entidad enuncia los siguientes principios organizativos:
- Democracia interna.
- Libertad de conciencia, pensamiento, expresión, discusión...
- Unidad de acción exterior.
- Organización federal.
- División de competencias.

Por ello, esta organización cuenta con una estructura organizativa que establece una serie de contrapesos y métodos de control entre diversos órganos.  Esta  separación de poderes estatutaria se expresa verticalmente, con una organización federal jerarquizada; y horizontalmente, con una división entre funciones de dirección, control, asesoramiento...

### Estructura territorial

#### A nivel local
La Agrupación Local es la unidad básica de esta organización, y todo afiliado debe pertenecer a una agrupación local.  Tres afiliados es el mínimo estatutario para crear una agrupación local.  Usualmente, su ámbito es similar al municipio del que toman el nombre, aunque en ocasiones algunas federaciones permiten en sus estatutos más de una agrupación local en grandes poblaciones.  A su vez, la agrupación local tiene distintos órganos: la Asamblea, que es el órgano soberano, y una dirección formada por la Comisión ejecutiva local.  Opcionalmente, desarrolla una serie de grupos de trabajo, bien creados ad hoc o bien de carácter permanente, que trabajan sobre un campo determinado.  Algunos ejemplos comunes de grupos de trabajo son los de mujer, LGTB, comunicación, etc.

#### A nivel municipal, comarcal, insular o provincial
Las Federaciones Regionales o Nacionales pueden desarrollar una estructura municipal, comarcal o provincial, según las características de cada comunidad autónoma.  Así, la Joventut Socialista de Catalunya ha desarrollado una estructura comarcal de acuerdo al mapa comarcal catalán, al igual que Joves Socialistes del País Valencià.  Por otro lado, algunas, pero no todas, de las federaciones en comunidades pluriprovinciales se estructuran a su vez en federaciones provinciales.  Finalmente, en las Islas Canarias y en las Islas Baleares existen federaciones insulares.

#### A nivel de nacionalidad o región
JSE se estructura siguiendo el mapa de las autonomías en España en federaciones regionales, nacionales o autonómicas.  Los estatutos de esta organización usan, de hecho, términos idénticos (nacionalidades y regiones) a la Constitución española de 1978 en su artículo 2º.  Existen dieciocho federaciones, por dieciséis comunidades autónomas y por las ciudades autónomas de Ceuta y Melilla.  Las federaciones pueden optar a denominar a sus órganos nacionales o regionales indistintamente, así como a darse unos estatutos propios, en tanto que no contradiga los estatutos federales.  Un caso particular es la Joventut Socialista de Catalunya, que no es de iure una federación, sino una organización soberana federada a JSE.  Por otro lado, de facto, participa en la vida orgánica de JSE de manera muy similar a las federaciones de otras comunidades autónomas.
Cada federación celebra sus propios congresos, en los que eligen un comité nacional o regional, así como una ejecutiva nacional o regional.  En sus estatutos pueden recoger también la creación de otros órganos, como un consejo territorial o un consejo político.  También pueden contar con órganos de control propios (comisión de garantías y comisión revisora de cuentas) o otorgar esta función a estos organismos a nivel federal.

#### A nivel federal
El conjunto de las Juventudes Socialistas de España está regulado por una estructura federal.  Es importante distinguir entre federal y federación.  El primero se refiere a la organización en su conjunto, mientras que el segundo se refiere a las organizaciones autonómicas o del exterior.  JSE adoptó el término federal durante la transición: antes era usado preferentemente el término nacional para los órganos que representaban al conjunto de esta organización.
El Congreso Federal, celebrado en un intervalo de entre dos y cuatro años tras el anterior, elige a una Comisión Ejecutiva Federal (para la que se suele utilizar el acrónimo de CEF) y al resto de órganos: Comisión de Garantías Federal, Comisión Revisora de Cuentas Federal, Consejo Político, etc.  La Comisión ejecutiva federal es la dirección colegiada de JSE durante un período de entre dos y cuatro años, y el secretario general de esta, la cabeza visible de esta organización.

### Estructura orgánica

#### Órganos soberanos
- Asamblea: Únicamente a nivel de agrupación local.  Tiene un carácter semestral, y participan en estos órganos todos los militantes al corriente de sus cuotas.  Fija el programa político de la agrupación, aprueba presupuestos, estudia las propuestas de resolución de los Congresos en sus diferentes niveles, y elige tanto a la Comisión Ejecutiva Local como a los representantes y delegados de la agrupación local en otros órganos.  No pueden darse unos estatutos propios, ya que existe un reglamento federal.

- Congresos:  De nivel comarcal a federal.  Son convocados de dos a cuatro años tras el anterior congreso.  Reúne delegados de las organizaciones de base.  Eligen al secretario general, a la comisión ejecutiva, a los miembros no natos del comité, y al resto de órganos.  Se aprueban las grandes líneas políticas para la organización, que la comisión ejecutiva ha de desarrollar.  Pueden modificar los estatutos de la organización, siempre que no contradigan los aprobados por un congreso de ámbito superior.  Al inicio del congreso elegida una mesa, y los trabajos se desarrollan tanto en las comisiones de estudios como en el plenario.  Suelen participar como invitados miembros de partidos políticos, especialmente del PSOE; de sindicatos, especialmente de UGT; de otras organizaciones juveniles políticas; de instituciones públicas, etc.  El Congreso Federal, por su ámbito, es el que afecta más al conjunto de JSE.

#### Órganos de decisión
- Comité: De nivel comarcal a federal.  Estos organismos son una especie de parlamento entre congresos.  Se reúne como mínimo dos veces al año.  Controla la actividad de la comisión ejecutiva, aprueba el presupuesto y elabora las políticas de juventud del PSOE de su ámbito territorial.  Tiene una serie de miembros natos, y otros elegidos por el último congreso.

- Consejo Territorial:  A nivel federal.  Opcionalmente, algunos federaciones nacionales o regionales también lo han desarrollado.  Es la reunión de la comisión ejecutiva y el consejo político de ese ámbito y los secretarios generales de la organización en un ámbito territorial inferior.

#### Órganos ejecutivos y de gestión
- Comisión Ejecutiva:  De nivel local a federal.  Es la dirección colegiada de JSE, elegida en un congreso o asamblea.  Es presidida por el secretario general, y cuenta con una serie de secretarías similares a ministerios: organización, política institucional, formación, etc.

- Comisión Gestora: De nivel local a nacional/regional.  Tiene un carácter excepcional, no permanente.  Puede ser nombrada por la Comisión Ejecutiva Federal para sustituir a una comisión ejecutiva de ámbito territorial inferior cuando más de la mitad de este ha dimitido o cuando esta comisión ejecutiva actúa de manera contraria a la normativa interna de JSE.  La función de la comisión gestora es preparar un congreso o asamblea en la que los militantes de base puedan elegir una nueva dirección.

#### Órganos de control
- Comisión de Garantías: A nivel federal.  Opcionalmente, también ha sido desarrollado en algunas comunidades autónomas, aunque es posible la apelación a la Comisión de Garantías Federal en segunda instancia.  Es el tribunal interno dentro de JSE.  Es el único órgano que puede expulsar a un militante de esta organización.

- Comisión Revisora de Cuentas: A nivel federal.  También, en algunos casos, a nivel nacional/regional.  Es un órgano de control contable

#### Órganos consultivos
- Consejo Político:  A nivel federal.  También, en algunos casos, a nivel nacional/regional. Es un órgano colegiado de carácter asesor, formado por entre ocho y quince miembros.  Su importancia radica en que son miembros natos tanto del comité como del consejo territorial.

## Relaciones con otras organizaciones

### PSOE
Tradicionalmente, las relaciones entre esta organización juvenil y el Partido Socialista Obrero Español (PSOE) han atravesado distintos momentos de gran tensión, aunque lo habitual ha sido la colaboración y el respeto, aunque con una postura paternalista desde el partido adulto hacia sus juventudes [¿quién?].  En algunas ocasiones, los dirigente del PSOE recelaron de esta organización, a la que describieron como un motor que a veces se acelera demasiado.  En el Congreso de Lisboa de 1975, el último en el exilio, la relación con el PSOE fue uno de los mayores debates.  Los documentos de este congreso hablan de autonomía política y autonomía organizativa, pero siendo la organización joven de dicho partido.  Continuará aún el problema durante varios años, lo que llegó a provocar que  Felipe González hiciera la siguiente declaración en la revista Renovación:

El problema de Juventudes no tiene solución válida. Juventudes tiene que tener perfectamente claro que son las Juventudes Socialistas del Partido
Renovación (1977)

Actualmente, el Partido Socialista Obrero Español expone sucintamente su relación con las JSE en el Título IX de sus Estatutos Federales.  Se reconoce a JSE como su organización juvenil, que cuenta con autonomía organizativa, pero debe aceptar y cumplir los acuerdos y resoluciones de los órganos del PSOE.  Desde la Conferencia Política del PSOE en 2001 se ha regulado la presencia de miembros de JSE en todos los órganos del PSOE:

Los y las militantes de Juventudes Socialistas que militan al mismo tiempo en el PSOE tienen todos los derechos y deberes que figuran en los Estatutos.

Las JSE tendrán autonomía en sus organizaciones de base, concretada en la posibilidad de celebrar sus propios Congresos y de elección de Órganos de Dirección a todos los niveles, si bien las resoluciones de las JSE tendrán que ser refrendadas por los Órganos de Dirección del PSOE, a fin de que no existan contradicciones.
Las JSE tendrán representación en los órganos ejecutivos del PSOE por medio del/la Secretario/a General del ámbito correspondiente con voz y voto.
La participación de JSE, con voz y voto en los Congresos y Conferencias del Partido a nivel de nacionalidad o región, comarcal, provincial o insular, se determinará sobre la base de su censo regularizado según el procedimiento establecido para el censo del Partido bajo la supervisión de la Secretaría de Organización del PSOE, utilizando el mismo baremo que el aplicado para el resto del Partido. Las Secretarías de Organización del PSOE y de JSE emitirán el oportuno certificado de cada ámbito territorial. En todo caso, la representación de JSE será, como mínimo, del 2 %  y como máximo del 5% de los representantes en dichos Congresos o Conferencias.

La representación de JSE en los Congresos y Conferencias a nivel federal será del 2 % del total de delegados.
Estatutos Federales del PSOE 37º Congreso (julio de 2008)

La pertenencia a JSE no supone automáticamente la afiliación al PSOE.  Del mismo modo, y a la inversa, la pertenencia al PSOE y tener menos de 30 años no implica automáticamente la afiliación a JSE.  Este hecho diferencia esencialmente a JSE de la organización juvenil del otro partido estatal de mayor importancia, las Nuevas Generaciones del Partido Popular.

### Fundación Ciudadanía Joven Tomás Meabe
Fundada el 20 de febrero de 1990 en Madrid bajo el nombre de Fundación Tomás Meabe, refundada en el 2002 en su 12.º Aniversario, por Herick M. Campos Arteseros, Concepción Estrada Martínez, Adoración Campos y Raúl Santiago García López. Renombrada en el 2006 coincidiendo con el centenario de la creación de la Federación Nacional de las Juventudes Socialistas de España en la actualidad Juventudes Socialistas de España (JSE) con el nombre actual, Fundación Ciudadanía Joven Tomás Meabe, sus siglas son (FCJTM).